# Борич Олена Володимирівна
Олена Володимирівна Борич (до шлюбу Титова; босн. Elena Titova-Borić; нар. 28 березня 1963, Київ) — боснійська (раніше українська) шахістка, міжнародний майстер (1990) серед жінок, чемпіонка України 1979 року.

## Біографія
Олена Борич вихованка шахової школи київського Палацу піонерів та школярів. Тренувалася у Наума Левіна.
Багаторазова учасниця чемпіонатів Української РСР. У 1979 році у віці 16 років стала переможницею чемпіонату України. Бронзова призерка чемпіонату України 1984 року.
Починаючи з 1996 року на міжнародних змаганнях представляла Боснію та Герцеговину. Загалом у складі національної збірної Боснії та Герцеговини за період з 1996 по 2016 років зіграла в 15 командних турнірах, з них: 11 шахових олімпіад та 4 командних чемпіонатах Європи. Найкращий результат — 7 місце на 1 шахівниці (шахова олімпіада 2004).

## Результати виступів у чемпіонатах України
| Рік  | Місце проведення | Турнір                 | Результат | + | — | = | Місце  |
| ---- | ---------------- | ---------------------- | --------- | - | - | - | ------ |
| 1978 | Харків           | 38-й чемпіонат України | 6½ з 11   |   |   |   | 8 — 13 |
| 1979 | Чернівці         | 39-й чемпіонат України | 8½ з 12   | 6 | 1 | 5 | Gold   |
| 1980 | Кіровоград       | 40-й чемпіонат України | 6½ з 11   | 6 | 4 | 1 | 9 — 12 |
| 1981 | Рівне            | 41-й чемпіонат України | 6½ з 11   | 4 | 2 | 5 | 5 — 9  |
| 1984 | Львів            | 44-й чемпіонат України | 10½ з 15  | 8 | 2 | 5 | Bronze |
| 1985 | Херсон           | 45-й чемпіонат України | 7 з 13    | 4 | 3 | 6 | 4      |
| 1986 | Миколаїв         | 46-й чемпіонат України | 6½ з 15   | 3 | 5 | 7 | 12     |
| 1987 | Чернігів         | 47-й чемпіонат України | 7½ з 15   |   |   |   | 8 — 9  |
| 1988 | Ворошиловград    | 48-й чемпіонат України | 6 з 15    | 3 | 6 | 6 | 13     |
| 1989 | Бердянськ        | 49-й чемпіонат України | 9 з 15    |   |   |   | 6      |

## Статистика виступів за збірну Боснії і Герцеговини
| Рік  | Турнір           | Місто           | Збірна               | Шахів- ниця | Рейтинг | + | = | − | Результат | % очок | Турнірний рейтинг | Командне місце | Особисте місце |
| ---- | ---------------- | --------------- | -------------------- | ----------- | ------- | - | - | - | --------- | ------ | ----------------- | -------------- | -------------- |
| 1996 | шахова олімпіада | Єреван          | Боснія і Герцеговина | 1           | 2200    | 6 | 5 | 3 | 8½ з 14   | 60,7   | 2295              | 33             | 20             |
| 1997 | чемпіонат Європи | Пула            | Боснія і Герцеговина | 2           | 2205    | 5 | 0 | 4 | 5 з 9     | 55,6   | 2260              | 8              | 12             |
| 1998 | шахова олімпіада | Еліста          | Боснія і Герцеговина | 2           | 2220    | 5 | 5 | 3 | 7½ з 13   | 57,7   | 2239              | 40             | 24             |
| 1999 | чемпіонат Європи | Батумі          | Боснія і Герцеговина | 2           | 2201    | 2 | 1 | 3 | 2½ з 6    | 41,7   | 2188              | 16             | 27             |
| 2000 | шахова олімпіада | Стамбул         | Боснія і Герцеговина | 2           | 2207    | 6 | 3 | 4 | 7½ з 13   | 57,7   | 2240              | 36             | 31             |
| 2002 | шахова олімпіада | Блед            | Боснія і Герцеговина | 1           | 2235    | 4 | 4 | 4 | 6 з 12    | 50,0   | 2274              | 39             | 46             |
| 2004 | шахова олімпіада | Кальвія         | Боснія і Герцеговина | 1           | 2252    | 7 | 6 | 1 | 10 з 14   | 71,4   | 2317              | 45             | 7              |
| 2006 | шахова олімпіада | Турин           | Боснія і Герцеговина | 1           | 2284    | 6 | 0 | 5 | 6 з 11    | 54,5   | 2227              | 57             | 38             |
| 2007 | чемпіонат Європи | Іракліон        | Боснія і Герцеговина | 1           | 2279    | 0 | 0 | 1 | 0 з 1     | 0      |                   |                |                |
| 2008 | шахова олімпіада | Дрезден         | Боснія і Герцеговина | 1           | 2292    | 5 | 3 | 3 | 6½ з 11   | 59,1   | 2179              | 59             | 49             |
| 2009 | чемпіонат Європи | Новий Сад       | Боснія і Герцеговина | 1           | 2259    | 3 | 4 | 2 | 5 з 9     | 55,6   | 2264              | 24             | 12             |
| 2010 | шахова олімпіада | Ханти-Мансійськ | Боснія і Герцеговина | 1           | 2286    | 7 | 0 | 2 | 7 з 9     | 77,8   | 2279              | 33             | 35             |
| 2012 | шахова олімпіада | Стамбул         | Боснія і Герцеговина | 1           | 2319    | 2 | 3 | 4 | 3½ з 9    | 38,9   | 2047              | 54             | 57             |
| 2014 | шахова олімпіада | Тромсе          | Боснія і Герцеговина | 2           | 2196    | 6 | 1 | 2 | 6½ з 9    | 72,2   | 2185              | 47             | 42             |
| 2016 | шахова олімпіада | Баку            | Боснія і Герцеговина | 2           | 2216    | 5 | 2 | 2 | 6 з 9     | 56,3   | 2227              | 13             | 22             |